# 藍帶紋鱸屬
藍帶紋鱸屬為刺尾鯛目麗花鮨科的其中一個屬，是一群生活在遠洋的小型海魚。

## 分佈
本屬大多是熱帶的遠洋魚類，只有駿河灣藍帶紋鱸是溫帶魚種，分佈海域從印度洋西部到太平洋西部、抵達中太平洋的夏威夷海域，棲息深度在约100米到370米之間。

## 形態
本屬為小型魚類，最大體長在6公分到13公分之間，體形為紡錘狀，體色從淡黃色到橘紅色不等，背鰭硬棘11枚、軟條9枚，臀鰭硬棘3枚、軟條通常9枚，也有10-11枚，脊椎24節。

## 經濟利用
本屬魚種均非經濟利用對象。

## 分類

### 内部分类
本屬目前受承認的有10個物種，如下：
- 美麗藍帶紋鱸 Grammatonotus ambiortus  Prokofiev, 2006
- 布莉安娜藍帶紋鱸 Grammatonotus brianne  Anderson, Greene & Rocha, 2016[2]
- 克氏藍帶紋鱸 Grammatonotus crosnieri  (Fourmanoir, 1981)
- 尖藍帶紋鱸 Grammatonotus lanceolatus  (Kotthaus, 1976)
- 夏威夷藍帶紋鱸 Grammatonotus laysanus  Gilbert, 1905
- 大眼藍帶紋鱸 Grammatonotus macrophthalmus  Katayama, Yamamoto & Yamakawa, 1982
- 菲利氏藍帶紋鱸 Grammatonotus pelipel  Anderson & Johnson, 2017
- 玫瑰藍帶紋鱸 Grammatonotus roseus (Günther, 1880)
- 駿河灣藍帶紋鱸 Grammatonotus surugaensis  Katayama, Yamakawa & Suzuki, 1980
- 黃點藍帶紋鱸 Grammatonotus xanthostigma  Anderson & Johnson, 2017